# Boris Grünwald
Boris Grünwald (* 24. August 1933 in Belgrad; † 12. Februar 2014 in Filderstadt) war ein israelischer Bildhauer, Grafiker und Hochschullehrer. Er war zudem als Kunstspringer international aktiv.

## Leben

### Kindheit und Jugend
Boris Grünwald (auch Gruenwald, seltener Grinvald) durchlief ein wechselvolles, vor allem in seiner Kindheit und Jugend durch Schicksalsschläge und politische Verfolgung stark betroffenes Leben. Sohn eines in Belgrad tätigen russischen Architekten (?) – seine Mutter sowie sein vier Jahre älterer Bruder Vlado lebten ebenso wie seine Großeltern mütterlicherseits in Zagreb –, verbrachte er die Jahre 1933 bis 1938 im Kinderheim des russischen Kulturinstituts in Belgrad unter dem Rufnamen „Boris Sosovic“, bis er 1938 auf Anordnung der Heimleitung den Familiennamen seiner Mutter Zlata Grünwald annahm. Im gleichen Jahr kam er nach Zagreb zu seinen Großeltern, die ihn dort aufgrund der Judenverfolgungen in einem privaten, von der deutschen Pädagogin Annemarie Wolff-Richter nach ihrer Flucht aus Deutschland 1937 gegründeten Kinderheim unterbrachten, das vor allem jüdische Kinder betreute.
Nachdem nach der Okkupation Kroatiens durch die Deutsche Wehrmacht das Zagreber Kinderheim durch die faschistische Ustascha geschlossen und Annemarie Wolff-Richter verhaftet worden war, kam Boris Grünwald in ein Sammellager der Caritas in Zagreb. Er war bereits 1941 bei seiner Einschulung auf Veranlassung von Annemarie Wolff-Richter auf den Namen „Iwan Matija“ in der Zagreber St.-Markus-Kirche römisch-katholisch getauft worden, eine Schutzmaßnahme, die zur Folge hatte, dass er keinen Judenstern tragen musste und somit nicht als Jude erkennbar war. Körperlich zu schwach, um die ihm auf Betreiben der Caritas bei einem Bauern in Bozjakovina zugewiesene Tätigkeit auszuüben, wurde er nach kurzer Zeit 1944 in ein von katholischen Schwestern geführtes Waisenhaus in Osijek verbracht, dessen unerträglichen Verhältnissen er sich schon bald durch Flucht entzog. Im Alter von zwölf Jahren fand er bei einem Förster in Čepin Arbeit, in ständiger Angst in einem durch die Kampffront zwischen Partisanen und den Ustascha 1944/45 stark gefährdeten Gebiet. Noch vor Ende des Kriegs, bei dem Versuch, nach Bozjakovina zurückzukehren, geriet er in Novska in eine Militärkontrolle, wurde in ein Sammellager gebracht, verhört und misshandelt. „Durch Vorbeten sollte ich beweisen, daß ich kein Jude war. Ich wusste aus meiner Zeit im Waisenhaus viele katholische Gebete, diese retteten mein Leben. Ich wurde ‚als Katholik‘ freigelassen.“ Ein Bauer in der Gemeinde Lupoglav nahm ihn auf, und er blieb bei ihm über das Ende des Krieges hinaus bis zum Sommer 1947. Die Suche nach seinem Vater in Belgrad blieb erfolglos, er war im Krieg verschollen. Auch seine Mutter und seinen Bruder, seine Großeltern und andere Familienangehörige sah er nicht wieder. Sie waren in den berüchtigten Konzentrationslagern Stara Gradiška und Jasenovac umgebracht worden.

### Beruflicher Werdegang
Obwohl er ursprünglich Grafiker werden wollte, wurde er im kommunistischen Jugoslawien zwangsweise von 1947 bis 1949 an einer staatlichen Schule für Bauwesen mit Internat in Belgrad zum Maurer ausgebildet. Zwar wurde er schon im ersten Jahr als vorbildlicher Schüler und Arbeiter in die kommunistische Jugendpartei Jugoslawiens SKOJ aufgenommen, um jedoch bereits 1948 als „reaktionär“ wieder ausgeschlossen und dauernd schikaniert zu werden. Der im Heim herrschende militärische Drill, die politische Indoktrination und die Ausnutzung als reine Arbeitskraft waren ihm unerträglich. Im April 1949 versuchte er in das Freie Territorium Triest zu gelangen. Aber der Fluchtversuch misslang, er wurde bei Sveti Peter in Slowenien verhaftet, musste unter Gewaltandrohungen ungerechtfertigte Beschuldigungen unterschreiben, wurde als Staatsfeind verurteilt und verbrachte im Gefängnis der serbischen Kleinstadt Bela Crkva drei Monate Haft.
Aus der Haft entlassen, begann Grünwald 1949 eine Mechanikerlehre zunächst bei einer „Gesellschaft für die Rettung versunkener Schiffe in der Sava“ in Belgrad, die er ab 1950 in Zagreb mit einer Ausbildung zum Automechaniker bei einer Firma und der Technischen Berufsschule fortsetzte und nach insgesamt drei Lehrjahren Anfang 1952 erfolgreich abschloss.
Auf die endenden 1940er Jahre gehen Boris Grünwalds Anfänge als Leistungssportler zurück: Hatte er bereits neben seiner Berufsausbildung mit dem Gymnastiktraining in Belgrad begonnen, so intensivierte er im Zagreber Sportklub „Naprijed“ das Kunstspringen. 1953 wurde er in dieser Disziplin jugoslawischer Meister. Trotz des sportlichen Erfolgs sah er jedoch keine berufliche Zukunft in Jugoslawien, zumal er grundlos aus einer gerade begonnenen Tätigkeit in einer Zagreber Autowerkstatt entlassen worden war und sämtliche Stellenbewerbungen erfolglos blieben.

### Auslandsaufenthalte
1953, zwanzig Jahre alt, verließ er Jugoslawien und reiste nach einem Aufenthalt in einem Sammellager für politische Emigranten in Triest Anfang 1954 mit dem Schiff nach Australien. Neben seiner beruflichen Tätigkeit als Automechaniker in Melbourne beteiligte er sich weiterhin an Wettbewerben im Kunstspringen und erhielt aufgrund seiner sportlichen Leistungen ein Visum für die USA. Von 1956 bis 1958 hielt er sich in Houston in Texas, New York City, Columbus (Ohio) auf, wobei er sich neben seiner Tätigkeit als Automechaniker unter anderem auch am Training der olympischen Kunstspringer-Mannschaft der USA und an Wettkämpfen beteiligte. Aufgrund seiner Leistungen erhielt er 1958 von Nationaltrainer Mike Peppe ein Zeugnis, das ihn als Sportler und Trainer im Kunstspringen qualifizierte. Da seine Aufenthaltsgenehmigung für die USA ablief, kehrte er 1958 kurzfristig nach Jugoslawien zurück in der Hoffnung, dort als Sportler und Trainer Beschäftigung zu finden, eine Hoffnung, die allerdings fehlschlug.
1959 gelang Boris Grünwald die Ausreise nach Israel, und er erhielt, bis dahin galt er als „Staatenloser“, die israelische Staatsbürgerschaft. In den beiden Jahren, die er in Israel verbrachte, arbeitete er in verschiedenen Kibbuzim und zuletzt in Jerusalem vornehmlich in seinen erlernten Beruf. Gleichzeitig trainierte er als Kunstspringer, nahm an Meisterschaften teil und gewann 1960 in Haifa die israelischen Meisterschaften. Durch einen Zeitungsartikel wurde der Bruder seiner Mutter, der den Holocaust überlebt hatte, auf seinen Neffen aufmerksam, der somit Onkel und Tante kennen lernte und unerwartet in Israel eine Familie hatte.
1961 kam Grünwald nach Deutschland in der Absicht, ein Sportlehrerstudium an der Sporthochschule Köln aufzunehmen. Doch gesundheitliche Probleme und eine erforderlich gewordene Operation setzten seiner Sportkarriere ein Ende.
Neunundzwanzig Jahre war er alt, als er sich für ein Bildhauerei-Studium entschied, das er von Wintersemester 1962/63 bis Sommersemester 1969 an der Staatlichen Akademie der Bildenden Künste Stuttgart bei Rudolf Daudert und Rudolf Hoflehner absolvierte, gefördert ab 1966 durch ein dreijähriges DAAD-Stipendium. Weitgehende Unterstützung erfuhr er in diesen Jahren durch Ernst Ludwig Heuss, Sohn des Bundespräsidenten Theodor Heuss: Die enge Verbindung zur Familie Heuss ergab sich aus Grünwalds Vergangenheit im Kinderheim der 1945 im KZ Jasenovac ermordeten Annemarie Wolff-Richter, deren Tochter Ursula die Ehefrau von Ernst Ludwig Heuss und eine authentische Zeitzeugin der Zagreber Ereignisse war.
Während seiner Studienzeit in Stuttgart erhielt Boris Grünwald den Auftrag der Gemeinde Buttenhausen zur Gestaltung eines Mahnmals auf dem Platz der von den Nationalsozialisten im November 1938 niedergebrannten Buttenhauser Synagoge. Er schuf die monumentale Steinskulptur mit reliefierten Darstellungen von Menora, Davidstern und Gebotstafeln seinen Worten zufolge aus persönlicher und geschichtlicher Verbundenheit mit dem Judentum. „Verständnis und Mitgefühl hätten ihm die Kraft und Entschlossenheit gegeben, diese gestalterisch schwierige Aufgabe anzunehmen und zu bewältigen.“ Das Mahnmal wurde 1966 in Anwesenheit des in Buttenhausen geborenen Musikwissenschaftlers Karl Adler enthüllt.
Nach Abschluss seines Studiums übersiedelte Boris Grünwald im Herbst 1969 mit seiner Ehefrau Ute Gruenwald und zwei kleinen Kindern in die USA, wo er zunächst wieder in Columbus (Ohio) als Automechaniker arbeitete, bis er 1970 als Lehrstuhlvertreter an der Ohio State University einen Lehrauftrag für Bildhauerei erhielt. Ein erneutes Studium der Bildhauerei ab 1971 an dieser Hochschule, parallel zur Wahrnehmung einer Assistentenstelle, schloss er 1972 mit dem Grad eines Master of Fine Arts (M.F.A.) ab. In Columbus begegnete er dem Werk des damals 79-jährigen „naiven“ Holzschnitzers Elijah Pierce, Sohn eines Sklaven, er organisierte mehrere Ausstellungen und verhalf ihm zu internationaler Resonanz.
1974 erhielt er einen Lehrauftrag an der Museum Art School, Portland/Oregon. Aus dieser Zeit, in der er als „itinerant sculptor“, wie ihn eine Kritikerin nannte, mit einem Bus voller Arbeiten samt Familie viel unterwegs war, stammt eine neunteilige, in Aluminium ausgeführte großformatige Skulpturengruppe als Symbol „Gegen Gewalt“, die er erstmals im Frühjahr 1976 im kalifornischen Ojai präsentierte. Es folgte von 1976 bis 1978 ein Lehramt als Associate Professor für Bildhauerei an der University of California, Santa Barbara.
1986 kehrte Boris Grünwald nach Deutschland zurück. Ausschlaggebend war seine Berufung an die Stuttgarter Kunstakademie als Lehrer und Leiter der Bronzegießerei, ein Amt, das er bis 1998 ausübte. Anschließend lebte er als freischaffender Bildhauer und Grafiker in Filderstadt bei Stuttgart.

### Privates
Boris Grünwald war in erster Ehe mit der Malerin Ute Gruenwald verheiratet und hatte aus dieser Verbindung eine Tochter und einen Sohn, aus seiner zweiten Ehe mit der Bildhauerin Evamaria Grünwald stammt eine Tochter.

## Zum Werk
Über seine Griechenlandreisen und seine Begegnung mit der Antike, Inspiration für seine künstlerische Arbeit, schrieb Boris Grünwald 1996 im Ausstellungskatalog „Hommage à Rudolf Hoflehner“:

„Auseinandersetzung mit der griechischen Archaik: Selbst-Bewusstsein über Zeit und Raum. Da Mensch und Götter schicksalhaft verbunden, als Freunde. In Stein und Bronze sich selbst darstellend – mit lächelndem Antlitz in die Zukunft weisend. Mit Gedanken, Herz und Hand nach Schönheit strebend, zum Wesentlichen, zum Zeichenhaften, zum Symbol. Verlorene Welt? Vergängliche Werte? Nein, unerschütterliche Brücke zwischen Ursprung und Gegenwart. Der Mensch, verfolgt von Dionysos, dem Zerstörer, und Apollo, dem Heiler und Hoffnungsträger.“

## Einzelausstellungen und Ausstellungsbeteiligungen (Auswahl)
- 1970 The Art Institute, Dayton, Ohio
- 1972 Solway Gallery, Cincinnati, Ohio; Light Gallery, Manhattan, NY; Ohio State University, Ohio; The Corcoran Gallery of Art, Washington DC; Columbia College, Chicago Illinois
- 1973 Greer Gallery, East Lansing, Michigan
- 1975 White Gallery, Portland State University, Portland, Oregon
- 1977 Comara Gallery, La Cienega, Los Angeles[8]
- 1978 Century City, Los Angeles
- 1981 Galerie Morgenstern, Hamburg
- 1982 Cochise Fine Art Center, Bisbee, Arizona
- 1996 Hommage à Rudolf Hoflehner, Staatliche Akademie der Bildenden Künste Stuttgart
- 2000 Galerie „Altes Rathaus Musberg“, Leinfelden-Echterdingen (mit Evamaria Grünwald)

## Werke in öffentlichen und privaten Sammlungen
Werke von Boris Grünwald befinden sich in öffentlichen und privaten Sammlungen in den USA und in Deutschland.